# Remember a Day
Singles de Pink Floyd
It Would Be So Nice / Julia Dream
(1968) Point Me at the Sky / Careful with That Axe, Eugene
(1968)
Pistes de A Saucerful of Secrets
Let There Be More Light Set the Controls for the Heart of the Sun
Remember a Day est une chanson du groupe de rock progressif britannique Pink Floyd écrite et chantée par le claviériste Rick Wright. Elle apparaît sur l’album A Saucerful of Secrets sorti en 1968.

## Enregistrement
La chanson a été enregistrée durant les sessions du premier album du groupe, The Piper at the Gates of Dawn (1967). Son titre original était Sunshine. Toutefois, la Pink Floyd Encyclopedia suggère que la chanson a été entièrement refaite ce mois-là.
Syd Barrett apparaît aussi sur cette chanson, jouant de la guitare acoustique, guitare slide et chœurs. Comme l’autre composition solo de Rick Wright pour l’album, See-Saw, les paroles et l’atmosphère créées par la musique, idyllique, rappelant l’innocence de l’enfance, forment un contraste net avec la noirceur de la plupart des autres chansons sur l’album.

## Composition
Ce morceau est remarquable par son changement de signature rythmique. En effet, le chiffrage est de 3/4 durant les 16 premières mesures, avant de basculer définitivement sur 4/4. Ce genre de changement, peu répandu alors dans la musique populaire, fut notamment popularisé par les Beatles. Concernant Pink Floyd, l’archétype de ce changement de tempo est certainement la chanson à succès Money, dont la majeure partie est en 7/4 sauf la partie rock, en 4/4.
La mélodie est typiquement modale. Elle utilise le mode de sol, courant dans la musique anglaise des années 1960. Celui-ci concilie en effet les trois influences majeures qui caractérisent cette musique : celtique, indienne et, bien sûr, le blues avec sa gamme pentatonique.

## Personnel
- Syd Barrett – guitare acoustique – guitare slide, chœurs
- Richard Wright – piano, chant
- Roger Waters – guitare basse
- Norman Smith – batterie